# Sphecotheres vieilloti

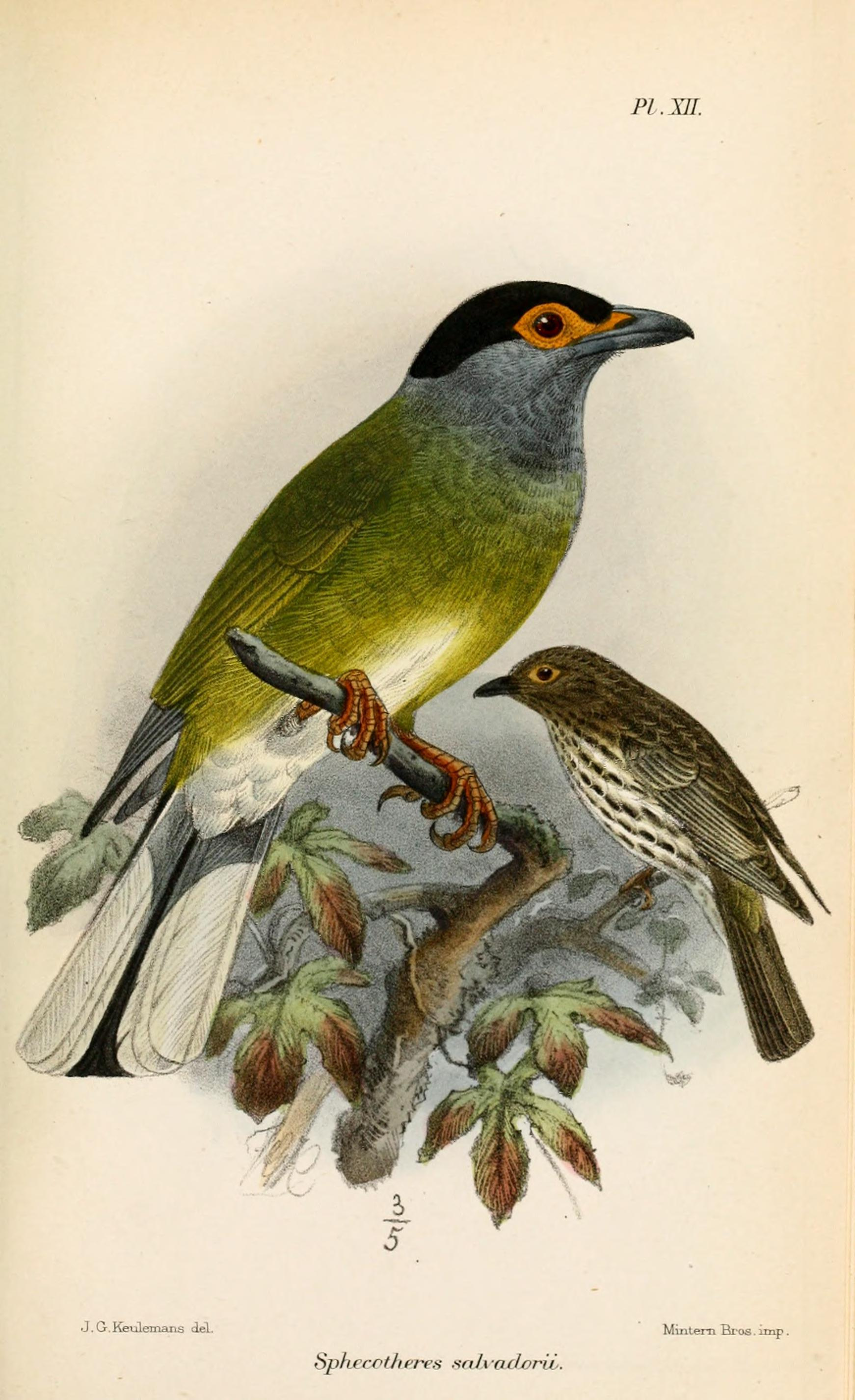
Subespecies S. v. salvadorii, ilustración de Keulemans, 1877

La oropéndola de Vieillot (Sphecotheres vieilloti) es una especie de ave paseriforme perteneciente a la familia Oriolidae. Es una especie de mediano tamaño originaria de un amplio hábitat, desde el norte y este de Australia, sur de Papúa Nueva Guinea, y las Islas Kai en Indonesia. Estaba considerada una subespecie de Sphecotheres viridis.

## Descripción
La oropéndola de Vieillot tiene una longitud total de 27-29,5 cm, y un aspecto comparable a la de otros orioles . Tiene dimorfismo sexual, y las diferencias raciales se limita casi exclusivamente a los machos. Los machos de todas las subespecies tienen una cola negra con puntas blancas anchas a los exteriores timoneras, las coberteras infracaudales blancas, negruzcas las primarias , una cabeza de color negro brillante, distinta piel facial roja, una buena factura del negro con una base roja y patas rosadas.
Las hembras son de color gris, siendo de color marrón opaco por encima y blanco por debajo, con rayas oscuras fuerte. Ellos tienen la piel grisácea facial. Los jóvenes se parecen a las hembras, pero por debajo las rayas no suele ser tan fuertes.

## Comportamiento
La oropéndola de Vieillot es principalmente frugívora, pero también come pequeños insectos, néctar y semillas pequeñas. Si bien en su mayoría son sedentarias (aunque la población del sur pueden ser migratorias), pueden ser nómadas, en respuesta a la disponibilidad de alimentos.
A diferencia de la mayoría de las oropéndolas, son gregarias, a menudo formando bandadas de 20 a 40 aves durante la época no reproductiva, e incluso tienen la cría en pequeñas colonias. El nido endeble en forma de platillo está hecho de plantas y generalmente se coloca relativamente alto en un árbol. La puesta de 2-4 huevos se incuban por ambos sexos, y por lo general después de 16-17 días aparecen. Se ha registrado anidando cerca de la agresiva Dicrurus bracteatus y con Philemon buceroides, posiblemente para obtener una ventaja, ya que mantienen los posibles depredadores de nidos a distancia. Los nidos de Sphecotheres vieilloti a veces son víctimas de parasitismo por Eudynamys orientalis.

## Subespecies
- S. v. cucullatus – Islas Kai en Indonesia. Posible sinonimia de S. v. flaviventris.[4]
- S. v. salvadorii – sur de Papúa Nueva Guinea.
- S. v. ashbyi – norte de Australia Occidental y el Territorio del Norte, Australia.
- S. v. flaviventris – noreste Australia.
- S. v. vieilloti sureste de Australia.[2][5][6][7][8]